# خیر بیگ

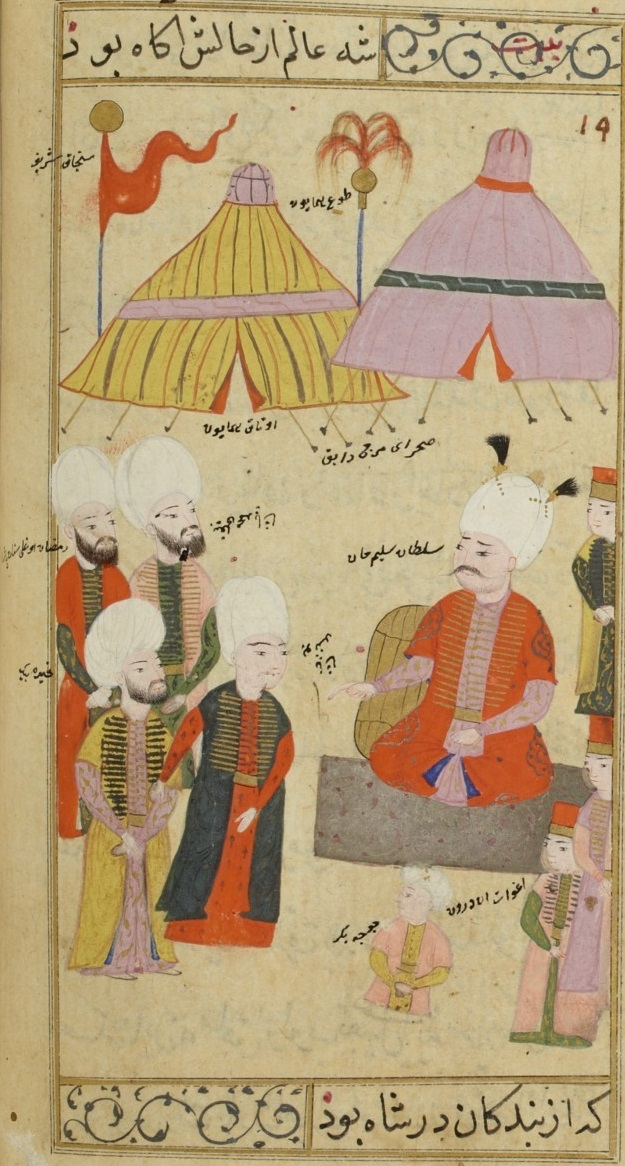

خیر بیگ (گاهی اوقات خیر بی یا خیر بگ نوشته می‌شود) یا خیر بک از سال ۱۵۱۷ تا زمان مرگش در سال ۱۵۲۲، به نام امپراتوری عثمانی، بر مصر حکومت می‌کرد. سلطان سلیم اول امپراتوری عثمانی به دلیل کمک در فتح مصر به وی منصب فرمانداری اعطا کرد.
او که اصالت آبخازی دارد، فرماندار سابق ممالیک حلب بود که در پیروزی عثمانی‌ها در نبرد مرج دابق مشارکت داشت. پس از غلبه عثمانیان بر ممالیک و پایان سلطنت ممالیک در مصر، وزیر اعظم، یونس پاشا والی مصر شد. اما پس از آن که سلیم اول، سلطان عثمانی، از فساد یونس پاشا در حکومتداری که شامل رشوه خواری و اخاذی بود، خبردار شد، فرمانداری مصر به خیر بیگ سپرده شد.
محل سکونت او کاخ امیرعلی بود و او آرامگاه امیر خیربیگ را ساخت.